# East Carlton
East Carlton är en by och en civil parish i kommunen North Northamptonshire i England. Orten har 259 invånare (2011). Byn nämndes i Domedagsboken (Domesday Book) år 1086, och kallades då Carlintone.